# Jython
Jython (früher JPython) ist eine reine Java-Implementierung der Programmiersprache Python und ermöglicht somit die Ausführung von Python-Programmen auf jeder Java-Plattform. Damit geht einher, dass sämtliche Java-Bibliotheken in Python-Programmen importiert und dynamisch genutzt werden können. Jython bietet im Vergleich zu CPython uneingeschränktes Multithreading, ist allerdings auf das veraltete Python 2 beschränkt.
Jython eignet sich ebenfalls gut als Skriptsprache in der Java-Entwicklung, ist allerdings konzeptionell eher auf eine vollständige Python-Implementierung als auf gute Einbettung in die Java-Welt ausgerichtet.

## Geschichte
Jython wurde ursprünglich Ende 1997 entwickelt, um C durch Java für leistungsintensiven Code zu ersetzen, auf den von Python-Programmen zugegriffen wird, und wechselte im Oktober 2000 zu SourceForge. Die Python Software Foundation vergab im Januar 2005 einen Zuschuss. Jython 2.5 wurde im Juni 2009 veröffentlicht.

## Lizenzbestimmungen
Ab Version 2.2 wird Jython (inklusive der Standardbibliothek) unter der Python Software Foundation License (v2) veröffentlicht. Ältere Versionen werden durch die Jython 2.0-, 2.1-Lizenz und die JPython 1.1.x-Softwarelizenz abgedeckt.
Der Befehlszeileninterpreter ist unter der Apache Software License verfügbar.